# Joan de Peguera i Claris
Joan de Peguera i Claris   (Manresa, segle XVI - Barcelona, 1645) fou un cavaller i polític català.

## Biografia
Era fill de Lluís de Peguera i cosí de Pau Claris. Entre 1597 i 1598 es destacà en la lluita contra els francesos al Rosselló. El 1638 era delegat de la Generalitat al Consell de Cent en els debats sobre la repressió del contraban.
Fet editar de manera pòstuma la Pràctica, forma i estil de celebrar corts en Catalunya (1632).